# 多萝西·布鲁克肖
多萝西·布鲁克肖（英語：Dorothy Brookshaw，1912年12月20日—1962年9月3日），加拿大女子田径运动员，主攻短跑。她曾代表加拿大参加1936年夏季奥林匹克运动会田径比赛，获得女子4×100米接力铜牌。